# Oxycera varipes
Oxycera varipes is een vliegensoort uit de familie van de wapenvliegen (Stratiomyidae). De wetenschappelijke naam van de soort is voor het eerst geldig gepubliceerd in 1870 door Loew in Heyden.